# Омнибус

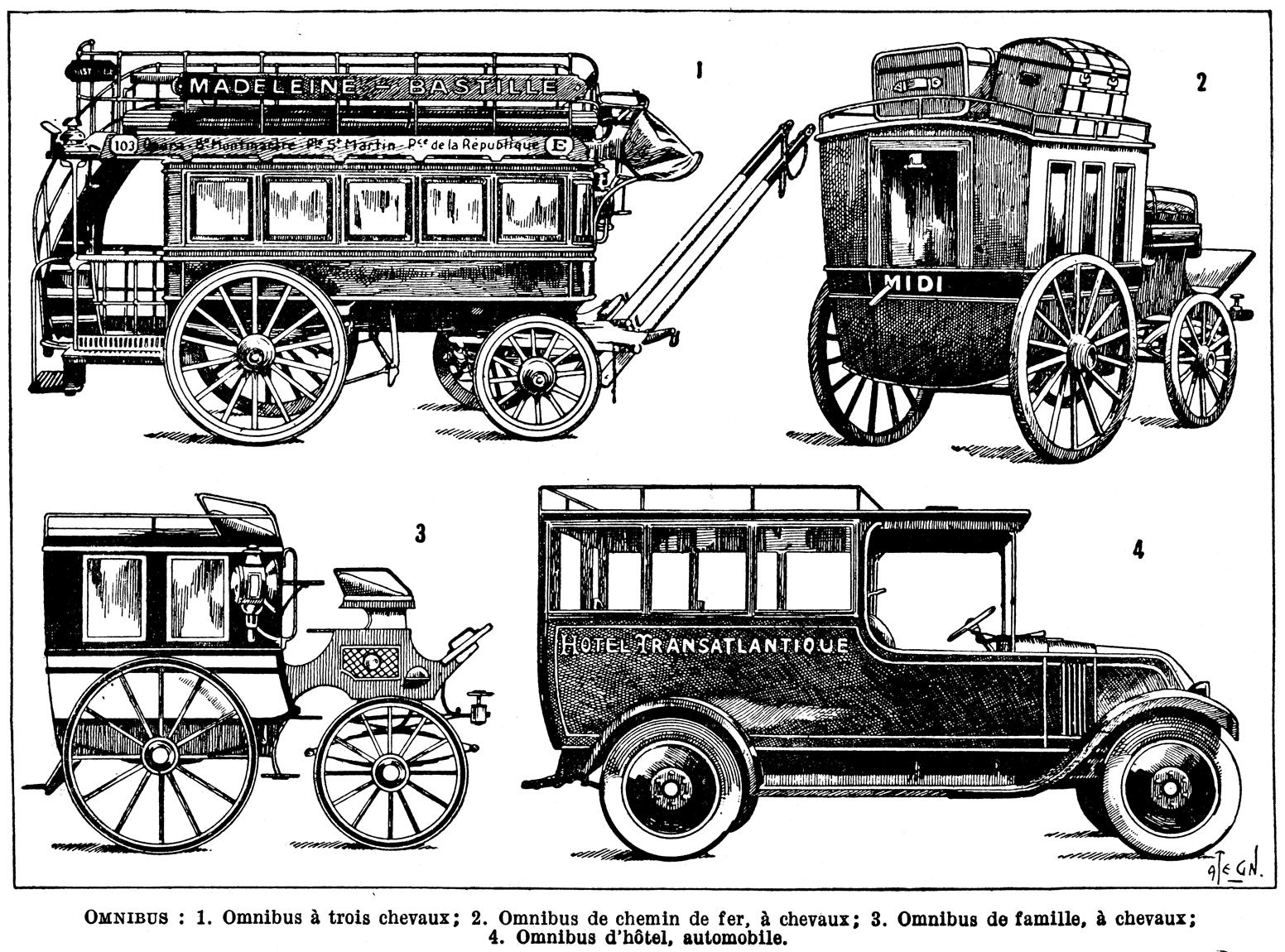
Омнибусы и автобус (в правом нижнем углу).

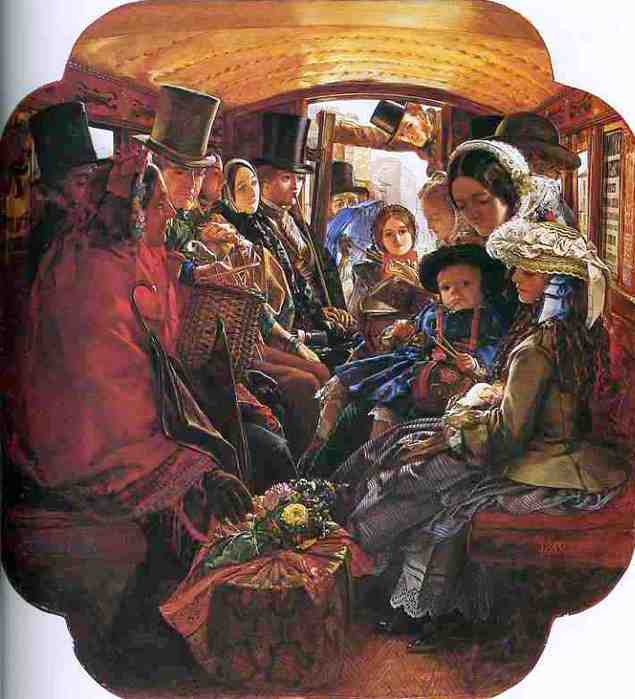
Уильям Мо Игли — Жизнь омнибуса, ок. 1860 год

О́мнибус (от лат. omnibus «всем, для всех, каждому, для каждого», форма дат. падежа мн. числа лат. omnis «каждый») — многоместная большая повозка (экипаж) на конной тяге, за небольшую плату перевозящая пассажиров, вид городского общественного транспорта, характерный для второй половины XIX века, общественная карета, регулярно перевозящая пассажиров между двумя пунктами.
Многоместная (15—20 мест) повозка на конной тяге. Омнибус практически является предшественником автобуса. Часто пассажирские места располагались не только внутри омнибуса, но и на крыше (так называемый «империал» — просторный экипаж с непокрытыми верхними сиденьями). В Толковом словаре живого великорусского языка Владимира Даля написано что О́мнибус (м.) лат. карета, линейка или иного рода большая повозка, для общей, попутной езды в городе; что дилижанс для езды почтовой; можно бы назвать: общинка, сидейка, попутница. Трамва́й (м.), англ. tramway, конная железная дорога, конка, омнибус на рельсах. Электрический трамвай. Народн. трамва́йка ж. Сел в трамвайку и поехал. В Париже, в 1662 году были введены так называемые «Каждая повозка для 8 человек» (Carosses à cinq sous), в определенное время проезжавшие по определенным линиям, а с 1823 года устройство омнибуса стало распространяться повсюду. С появлением электро и авто транспорта на омнибус стали устанавливать электродвигатели и двигатели внутреннего сгорания (первоначально их называли «автомобиль-омнибус», а затем сократили до — «автобус»).  В начало XX столетия слово «Омнибус» вышло из массового употребления, сохранив лишь окончание «-бус» в словах «автобус», «троллейбус» и электробус. 

## История

### Европа
Считается, что первый в мире омнибус начал функционировать в Нанте (Франция) в 1826 году. Однако правильнее будет сказать, что в Нанте в 1826 году впервые стали использовать слово «омнибус». В частности, Блез Паскаль свидетельствует, что многоместные пассажирские экипажи («каждая повозка для 8 человек» — Carosses à cinq sous) были пущены в Париже ещё в 1662 году при Людовике XIV. Герцог де Роанне с подачи идеи такого транспорта самим Блезом Паскалем создал акционерное общество для реализации этого проекта, и 18 марта 1662 года в Париже открылся первый маршрут общественного пассажирского транспорта, названного впоследствии омнибусом. Позднее многоместные пассажирские конные экипажи — омнибусы — различных конструкций использовались и в других городах. Однако массовое распространение омнибуса началось только в XIX веке.
В начале XIX века в Нанте молодой человек по имени Этьен Бюро (фр. Étienne Bureau) создал транспортное средство для перевозки служащих своего деда-судовладельца между конторой его судоходной компании и таможней. Транспортное средство обычно базировалось на Площади Коммерции, рядом со шляпным магазином Омнэ (фр. Omnès). На вывеске магазина было написано «Omnes Omnibus» (игра слов: название магазина omnes с лат. — «все», omnibus — «всем, для всех, каждому, для каждого»). Так среди пассажиров линии вошло в оборот выражение «пойти к омнибусу», «сесть на омнибус».
Организатором публичного омнибусного сообщения в Нанте в 1826 году был бывший офицер Станислас Бодри. Выйдя в отставку, он открыл на окраине Нанта мучную мельницу, а чтобы с пользой утилизировать её тепло, — баню при ней. Для привлечения клиентов в баню и была организована омнибусная линия. Вскоре Бодри понял, что многие пассажиры ездят на омнибусе не только в баню, а сходят, не доезжая до конечной остановки, на промежуточных остановках. Это натолкнуло его на мысль о том, что его транспортное средство имеет самостоятельную ценность (при создании оно задумывалось как дополнение к бане). Бодри назвал своё транспортное средство voiture omnibus («повозка для всех»). Омнибус сочетал в себе функции извозчика и дилижанса: подобно извозчику омнибус перевозил пассажиров в городе (но извозчик работал в режиме такси) и подобно дилижансу омнибус был маршрутным транспортным средством, перевозящим большое количество пассажиров (но дилижанс был междугородным пассажирским транспортом). Скамьи в омнибусе Бодри были размещены вдоль бортов, вход был сзади.

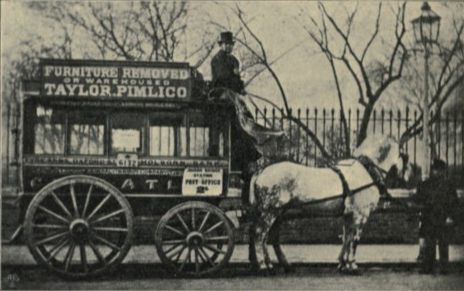
Лондонский омнибус 1902 года

Однако имеются также данные и том, что на два года раньше, чем в Нанте, омнибусное сообщение было организовано Луи Кьюз Пейдж между Манчестером (Маркет-Стрит) и его пригородом Салфордом (Пенделтон). Омнибус начал ходить по этому маршруту 1 января 1824 года.
В 1832 году омнибусы появились в Бордо и Лионе. Возможно, концепция была позаимствована в Нанте, хотя не исключено, что идея просто «витала в воздухе».
Появились омнибусы и за пределами Франции. Лондонская газета от 4 июля 1829 года писала: «Новое транспортное средство, называемое омнибусом, начало ходить между Паддингтоном и Сити». Эта линия считается началом истории лондонского автобуса. Организатором омнибусного движения в Лондоне был Джордж Шилибир, который ранее, в 1827 году, находясь в Париже, разработал свой тип омнибуса. Сначала в Лондоне использовали 22-местные омнибусы, но они были слишком неповоротливы, и их заменили омнибусами на двенадцать пассажиро-мест. Первый маршрут лондонского омнибуса имел протяжённость в пять миль, на преодоление этого расстояния уходил час.

### Россия

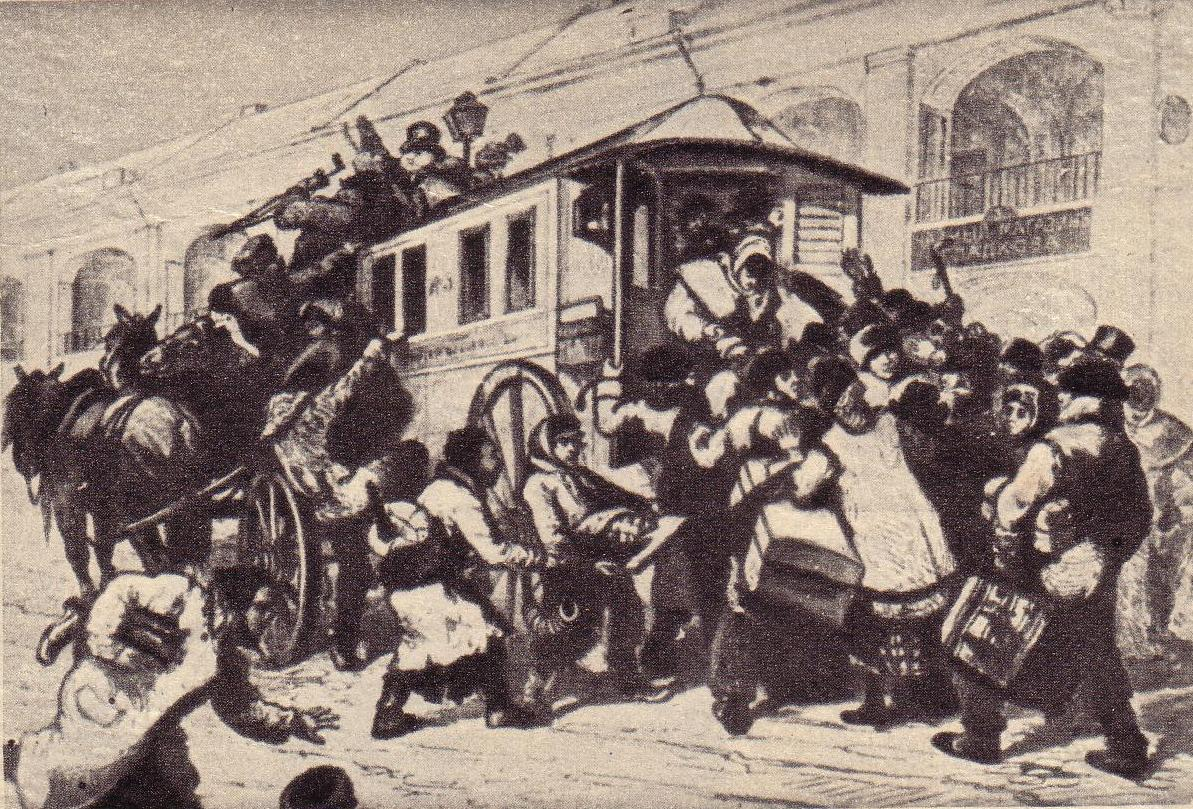
Посадка в омнибус у Гостиного двора (Санкт-Петербург) (репродукция с печатного издания «Всемирная иллюстрация» 1873. «Минута остановки конки на углу Садовой и Невского». Гравюра).

В Российской империи первые омнибусы появились летом 1830 года. Первые петербургские омнибусы представляли собой сезонный транспорт. К 1851 году курсировало четыре маршрута. Кареты каждого маршрута окрашивались в определённый цвет. Постепенно омнибус был вытеснен конкой и, затем, трамваем. 
А в 1899 году русским инженером-изобретателем Ипполитом Романовым в Гатчине был представлен проект первого в Российской империи электрического омнибуса, который был испытан на улицах Санкт-Петербурга в 1901 году. В том же году московским заводом «Дукс» была построена партия 10-местных электрических омнибусов.

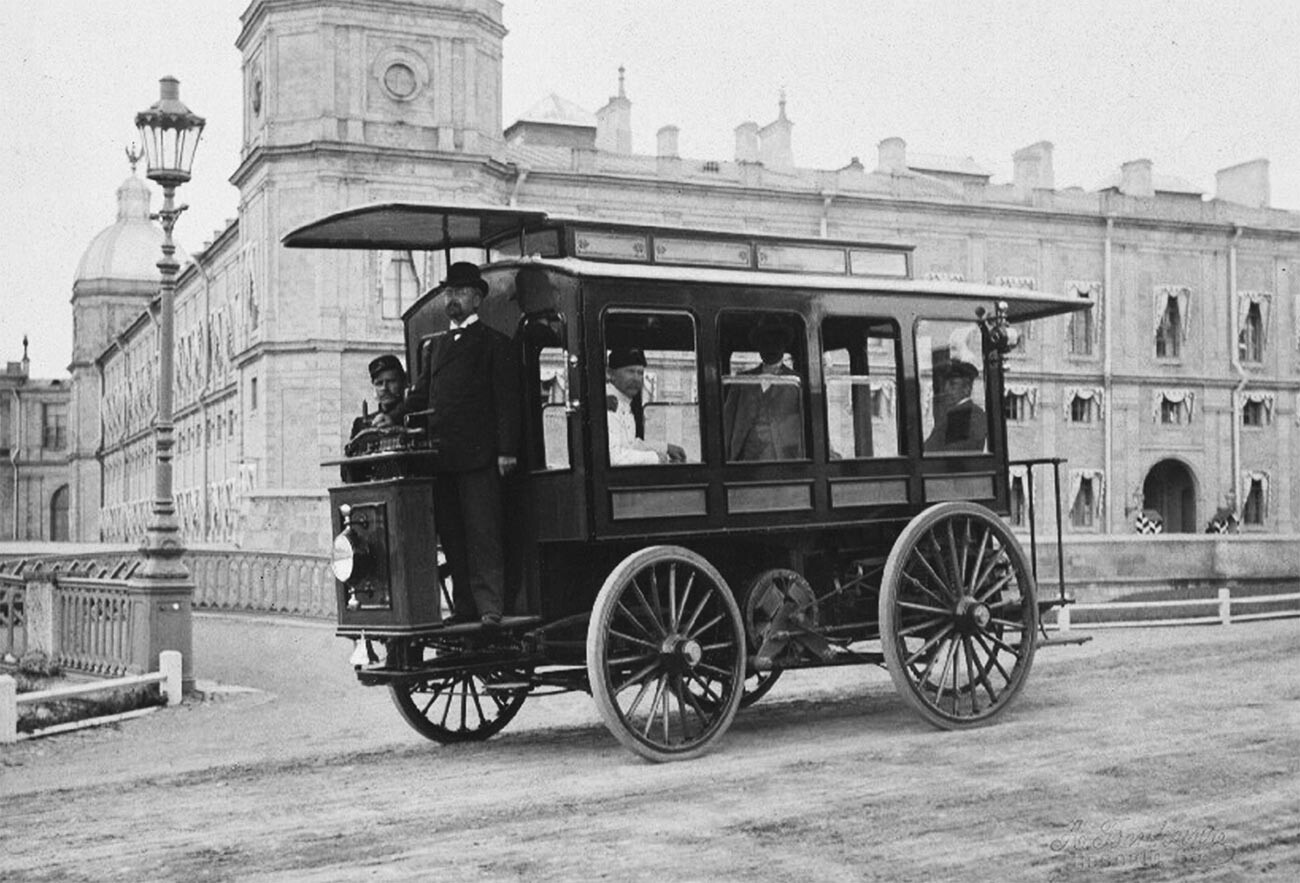
Первый электробус Ипполита Романова в Гатчине перед Павловским дворцом.

Тем не менее, например, в Санкт-Петербурге омнибус существовал вплоть до 1914 года (а конка до 1917 года), а в Екатеринославе — до 1917 года и Гражданской войны (последний омнибус выполнял регулярные перевозки пассажиров на Новомосковск и обратно).

### Северная Америка

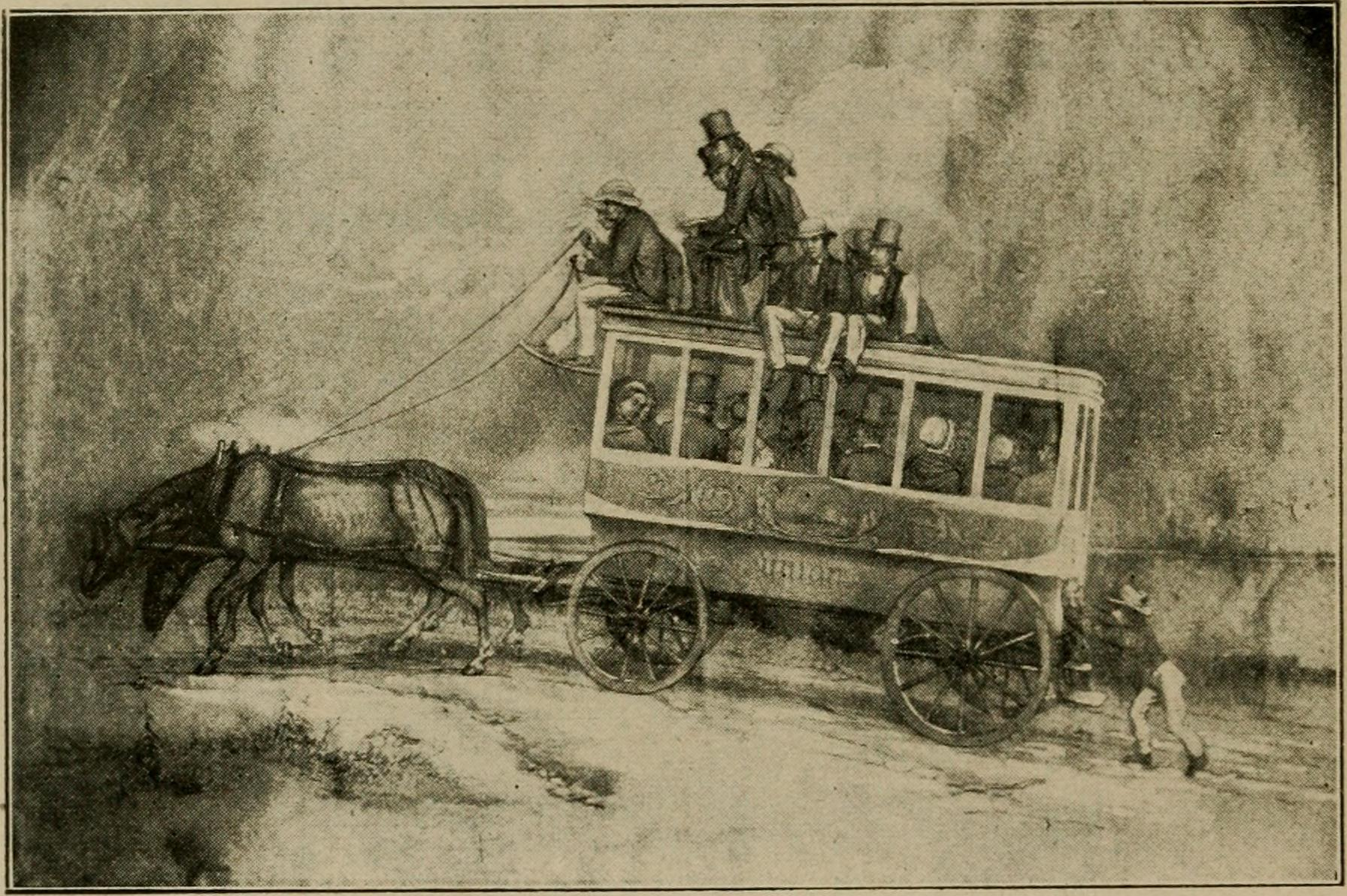
Американский омнибус в 1909 году.

В Нью-Йорке омнибусы, как и в Лондоне, появились в 1829 году. Организатором омнибусного движения в Нью-Йорке был предприниматель Абрахам Брауэр (Abraham Brower), который также был известен как организатор добровольных пожарных команд. Первая омнибусная линия Нью-Йорка шла по Бродвею. Вскоре примеру Нью-Йорка последовали другие американские города: Филадельфия в 1830 году, Бостон в 1835 году и Балтимор в 1844 году.
Чаще всего городские власти давали разрешение на организацию омнибусных перевозок по определённому маршруту небольшим компаниям, которые до этого занимались ломовыми перевозками. Взамен компания брала на себя обязательство поддерживать определённый уровень качества предоставляемой транспортной услуги, то есть практически это были концессии на внутригородские пассажирские перевозки, а компании-перевозчики — концессионерами. Нью-Йоркский омнибус очень скоро стал неотъемлемой частью города. 

### Конкуренты
Монополизм омнибуса продлился недолго: уже в тридцатых годах XIX века в городах появились первые конки. Однако популярны конки стали только после того, как в 1852 году французский инженер Альфонс Луба изобрёл ставшие впоследствии классикой рельсы с жёлобом для реборды колеса, что позволило утапливать такие рельсы в дорожное полотно. До этого использовались железнодорожные рельсы, выступающие на 15 см над уровнем улицы, что заметно мешало прочему уличному движению. Поездка на конке, вагон которой ехал по ровным рельсам, была гораздо более удобной, чем езда в омнибусе, который трясло на неровностях дороги. Плюс меньшее сопротивление рельсов качению коночных железных колес позволяло тягловым лошадям тянуть более тяжелый, чем омнибус, вагон. Следовательно, коночный вагон получался более вместительным, чем омнибусный экипаж.
В 1903 году в Лондоне начали действовать городские автобусы (первоначально их называли автомобиль-омнибусами). В это же время начинает быстро распространяться электрический трамвай. В течение последующих десяти — пятнадцати лет моторные автобусы везде, где ими пользовались, полностью вытеснили своих конных предшественников. В других городах омнибус был полностью вытеснен электрическим трамваем, также во многих городах заменившим конку.

## Роль омнибуса

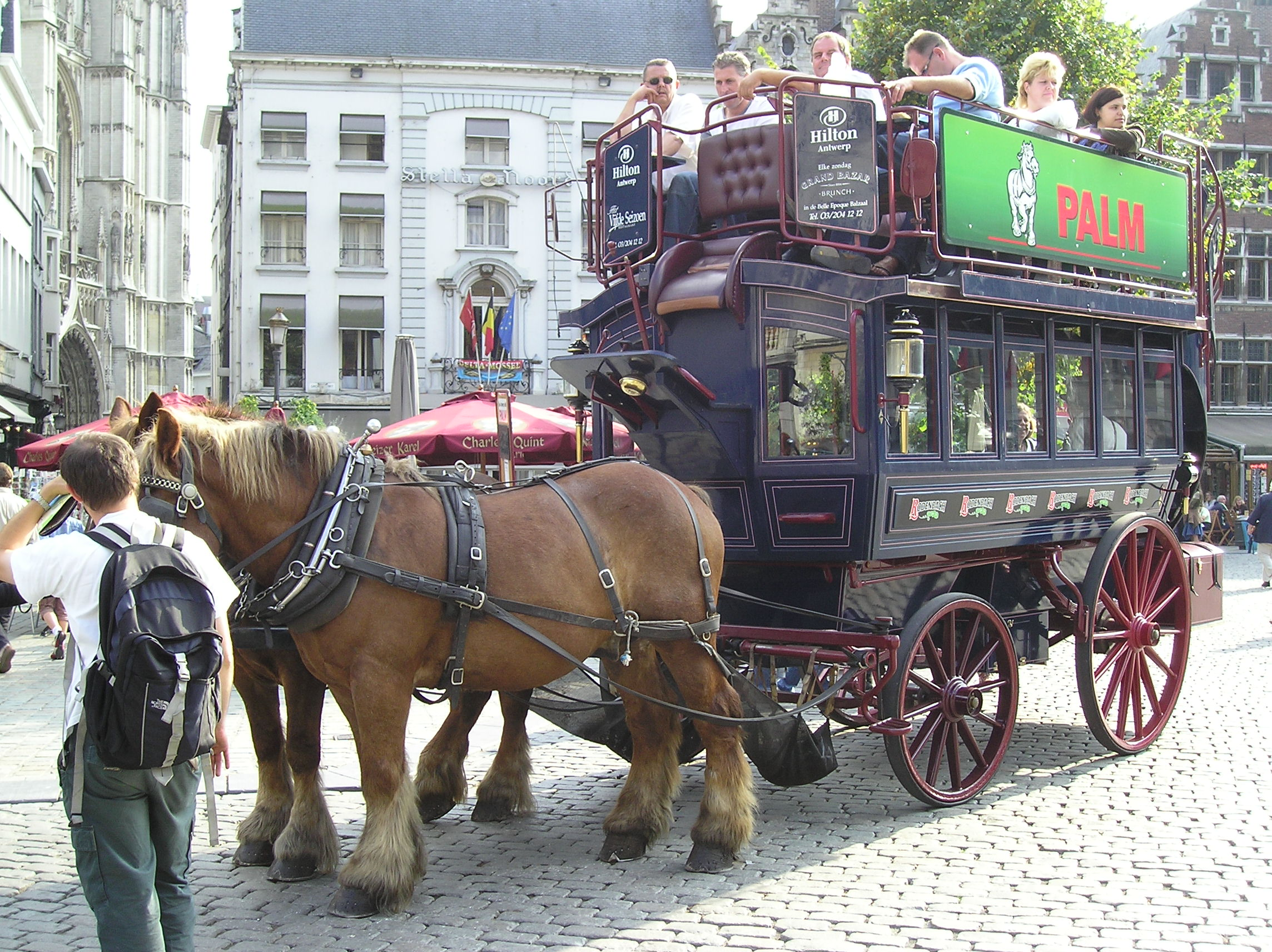
Современный туристический омнибус.

Омнибус оказал большое влияние на европейское общество, в частности, он способствовал урбанизации. В социальном плане омнибус в прямом смысле слова сблизил горожан. Только беднейшие не могли позволить себе пользоваться омнибусом. Благодаря омнибусам жителям ближайших пригородов стало проще добираться в центр города.

## Омнибус в XXI веке
В настоящее время омнибусы используются как городской транспорт в городе Санта-Клара на Кубе. В ряде европейских городов омнибусы выполняют функцию транспорта для туристов.
Интересно, что в некоторых языках, например, в немецком, слово «омнибус» теперь используется для обозначения моторных автобусов.